# Dmitrij Brunst
Dmitrij Wiktorowicz Brunst,  ros. Дмитрий викторович Брунст (ur. w 1909 r. w Kijowie, zm. w 1970 r. w ZSRR) – rosyjski emigracyjny działacz polityczny, propagandysta w służbie niemieckiej, pracownik Ministerstwa do Spraw Okupowanych Terytoriów Wschodnich, a następnie oficer w sztabie Sił Zbrojnych Komitetu Wyzwolenia Narodów Rosji podczas II wojny światowej.
W 1922 r. jego rodzina przyjechała do Czechosłowacji. Dmitrij został inżynierem-budowniczym. Wstąpił do Narodowego Związku Pracujących (NTS). Wkrótce stanął na czele czechosłowackiego oddziału NTS. Od lata 1934 r. wchodził w skład kierownictwa NTS. Od 1939 r. pracował niemieckiej firmy budowlanej w Berlinie. W kwietniu 1941 r. został aresztowany przez Gestapo, ale szybko go zwolniono. Po ataku wojsk niemieckich na ZSRR 22 czerwca tego roku, prowadził działalność propagandową na okupowanych obszarach sowieckich. Od 1943 r. pracował w Ministerstwie do Spraw Okupowanych Terytoriów Wschodnich Alfreda Rosenberga. W czerwcu 1944 r. wraz z innymi działaczami NTS został znowu aresztowany przez Gestapo, ale w kwietniu 1945 r. zwolniono go po interwencji gen. Andrieja A. Własowa. Pod sam koniec wojny służył w sztabie Sił Zbrojnych KONR. Na początku maja został schwytany przez Sowietów i przewieziony do ZSRR. Po procesie przebywał w łagrach.